# Dialeto djugun
Djugun ou Jukun é um dialeto aborígine australiano nativa do estado australiano da Austrália Ocidental. Não há mais falantes fluentes de djugun, mas há resquícios. É uma língua nyulnyulan oriental, intimamente relacionada com o yawuru. Foi extinta em 1982.